# Rachel Smythe
Rachel Smythe (...) è una fumettista neozelandese. Non ha mai rivelato informazioni su luogo e data della sua nascita, ma vive a Wellington in Nuova Zelanda ed è la creatrice di un web comic internazionale di grande successo, Lore Olympus: una rivisitazione del mito di Hades e Persephone in chiave moderna .
Rachel Smythe lavora a tempo pieno sul fumetto da marzo del  2018.

## Formazione e inizio della carriera
Rachel Smythe si è laureata alla Whangunui School of Design, con una laurea in computer grafica e design.
Il sogno dell'autrice era diventare regista, ma essendo una donna sulla trentina ed essendosi laureata per diventare graphic designer ha pensato fosse irrealistico riqualificarsi per cambiare lavoro . Si è quindi dedicata al marketing.
Disegna e pubblica le sue opere dal 2014, ma l'interesse per i suoi progetti è per lungo tempo ridotto. Nel 2016 ha conosciuto l’app Webtoon e nel 2017 ha iniziato a disegnare Lore Olympus. Quest'ultimo ha raggiunto rapidamente una grandissima popolarità internazionale, contando più di 6,1 milioni di persone iscritte.

## Lore Olympus
Rachel Smythe ha iniziato a lavorare al fumetto Lore Olympus nel maggio 2017 , e la pubblicazione è iniziata il 4 marzo 2018.
Dall'agosto 2019 ha cominciato a lavorare 60-70 ore settimanali sul fumetto, prendendosi come giorno libero la domenica.
I ritmi della storia sono pianificati con uno o due anni di anticipo e poi messi a punto con  il suo editore.
La grafica dall'episodio 1 al 20 è stata completamente disegnata da Smythe; in seguito, alcune inchiostrazioni sono state affidate a un team di disegnatori.
Lore Olympus è il racconto del mito di Ade e Persefone in chiave moderna. Nonostante il fumetto sia ambientato in epoca classica e i personaggi umani siano effettivamente collocati in quell'epoca, l'ambiente in cui vivono gli dèi è presentato come simile a quello moderno, con automobili e telefoni cellulari. 
Il webtoon affronta diversi temi, tra cui anche argomenti delicati come le molestie, gli abusi e lo stupro.
Gli strumenti e i programmi che Smythe utilizza per la  creazione di Lore Olympus sono:
- Wacom Cintiq 22 HD con Photoshop CC
- Ipad Pro con Clip Studio Pro
- Pennelli da www.kylebrush.com
- Scatola da disegno di Kyle - Matita bagnata - line art
- La scatola dei colori di Kyle - Gouache a go-go - Ombreggiatura
- Il vero acquerello di Kyle - Lavaggio medio
- FX - aggiungi Canvas - per texture (usato su un livello di sovrapposizione in Photoshop)
- Pacchetto di caratteri Jason Brubaker [10].

## Premi e riconoscimenti
- Candidatura ai Ringo Awards 2019 (miglior colorista)

- Candidatura al Will Eisner Comic Industry Award 2019 (Miglior fumetto web)

- Premi Alex per Lore Olympus vol. 1 [11]

- Prima posizione nella classifica dei best seller del New York Times per Lore Olympus vol. 2

- Will Eisner Comic Industry Award (Miglior fumetto web) [12]

- Premio Harvey: libro digitale dell'anno 2022 [13]